# Bram Som

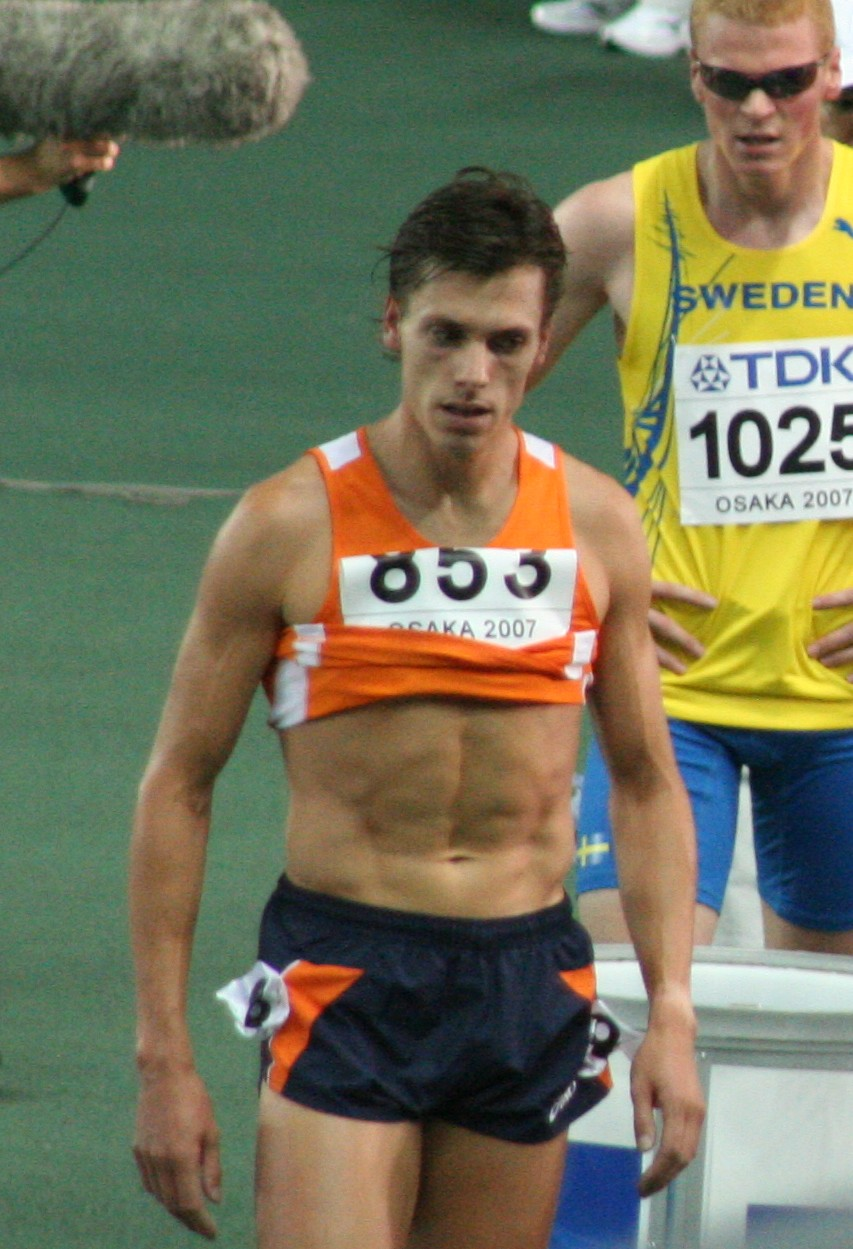
Bran Som

Bram Som, född 20 februari 1980 i Terborg i Gelderland, är en nederländsk friidrottare (medeldistans). 
Soms specialdistans är 800 meter och han har varit med vid två Olympiska spel (Olympiska sommarspelen 2000 och Olympiska sommarspelen 2004). Som bäst har han varit femma 2004 i semifinalen. Vid EM 2006 i Göteborg vann han 800 meter och tog därmed sin första mästerskapsmedalj. Hans personliga rekord på 800 meter är 1.43,45 från 2006.